# Es-Semara (provincie)
Es-Semara is een Marokkaanse provincie in de regio Guelmim-Es Semara.
Es-Semara telt 60.426 inwoners op een oppervlakte van 43.327 km².
Es-Semara ligt grotendeels in het door Marokko bezette deel van de Westelijke Sahara.

## Grootste plaatsen
| Plaats               | Inwoners (1994) | Inwoners (2004) |
| -------------------- | --------------- | --------------- |
| Es Semara            | 28.728          | 40.347          |
| Haouza               | 2.940           | 8.769           |
| C.R. Tifariti        | 2.666           | 3.092           |
| Jediriya             | 2.195           | 2.000           |
| Amgala               | 1.960           | 4.398           |
| Sidi Ahmed Laâroussi | 1.215           | 1.820           |

Ben Slimane · Khouribga · Settat · El Jadida · Safi · Boulmane · Fez · Moulay Yacoub · Sefrou · Kénitra · Sidi Kacem · Casablanca · Médiouna · Mohammedia · Nouaceur · Assa-Zag · Guelmim · Tan-Tan · Tata · Boujdour · Es-Semara · Lâayoune · Al Haouz · Chichaoua · Essaouira · Kelâat Es-Sraghna · Marrakech · Al Ismaïlia · El Hajeb · Errachidia · Ifrane · Khénifra · Meknès · Berkane · Figuig · Jerada · Driouch · Nador · Oujda-Angad · Taourirt · Aousserd · Oued ed Dahab · Khémisset · Rabat · Salé · Skhirat-Témara · Agadir-Ida-Ou-Tanane · Inezgane-Aït Melloul · Chtouka-Aït Baha · Ouarzazate · Taroudant · Tiznit · Zagora · Azilal · Béni-Mellal · Chefchaouen · Fahs-Bni Mkada · Larache · Tanger-Asilah · Tétouan · Al Hoceima · Taounate · Taza